# Oscarella carmela
Oscarella carmela är en svampdjursart som beskrevs av Muricy och Arthur Sperry Pearse 2004. Oscarella carmela ingår i släktet Oscarella och familjen Plakinidae. Inga underarter finns listade i Catalogue of Life.